# James Finlay Weir Johnston

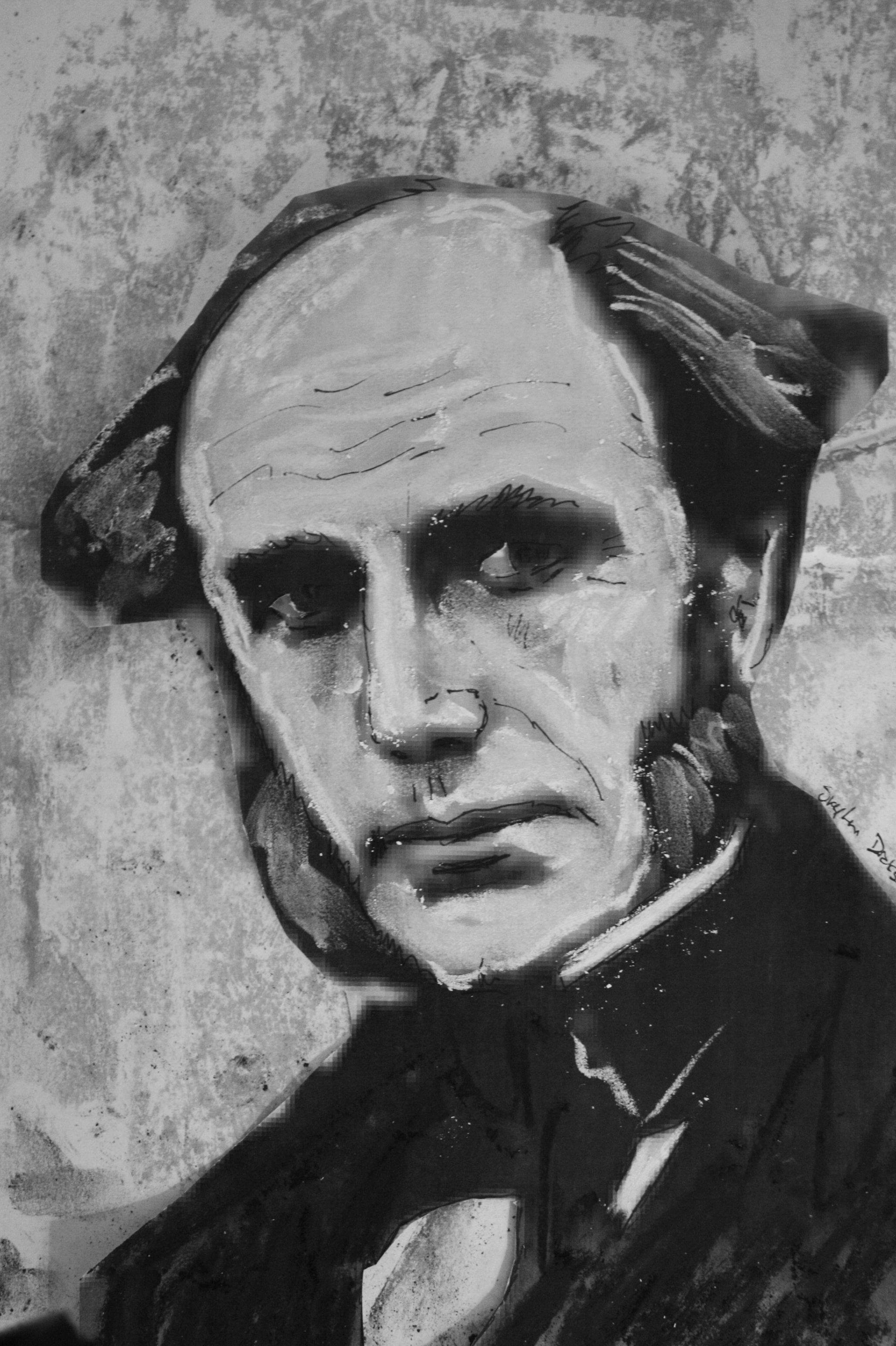
James Finlay Weir Johnston

James Finlay Weir Johnston (* 13. September 1796 in Paisley; † 18. September 1855 in Durham) war ein schottischer Chemiker.

## Leben und Wirken
Johnston war der älteste Sohn von James Johnston, einem Händler aus Kilmarnock. Er studierte an der University of Glasgow, wo er 1826 seinen Master of Arts (M.A.) erwarb. 1829 heiratete Johnston die 19 Jahre ältere Susan Ridley, die einer reichen Familie aus Northumberland entstammte.
Johnston, Schüler von Johann Jakob Berzelius, war seit 1833 Professor an der kurz zuvor gegründeten University of Durham.
1842 wurde seine Schrift Elements of agricultural chemistry and geology veröffentlicht. Bis 1895 erschienen 19 Auflagen. Seine kurze, 1844 veröffentlichte, Schrift Catechism of agricultural chemistry and geology erfuhr zu seine Lebzeiten mehr als 30 Auflagen und wurde in zahlreiche Sprachen übersetzt. Von 1849 bis 1850 besuchte er Nordamerika. Sein Anmerkung über seine Eindrücke erschienen 1851 als Notes on North America.

## Ehrungen
Am 16. Januar 1832 wurde Johnston zum Mitglied der Royal Society of Edinburgh und am 15. Juni 1837 zum Mitglied („Fellow“) der Royal Society gewählt.

## Schriften (Auswahl)
Bücher
- Elements of agricultural chemistry and geology.
  - William Blackwood and Sons, Edinburgh / London 1842 (Digitalisat).
  - Wiley and Putnam, New-York 1842 (Digitalisat).
  - 13. Auflage, William Blackwood and Sons, Edinburgh 1883 (Digitalisat).
  - 18. Auflage, William Blackwood and Sons, Edinburgh / London [1895?] (Digitalisat).
- Catechism of agricultural chemistry and geology. William Blackwood and Sons, Edinburgh / London 1844 (Digitalisat).
  - 44. Auflage, William Blackwood and Sons, Edinburgh / London 1856 (Digitalisat).
- Contributions to scientific agriculture. 1849.
- Treatise on experimental agriculture. 1849.
- Notes on North America. Agricultural, economical, and social. 2 Bände, William Blackwood and Sons, Edinburgh / London 1851 (Band 1, Band 2).
- Chemistry of common life. 2 Bände, William Blackwood, Edinburgh / London 1854–1855 (Band 1, Band 2).
  - Chemie des täglichen Lebens. 2 Bände, Franz Duncker, Berlin 1869 (Band 1, Band 2).
  - 2., vermehrte und verbesserte Auflage, Krabbe, Stuttgart 1887 (Digitalisat) – herausgegeben von Friedrich Dornblüth.

Zeitschriftenbeiträge
Der von der Royal Society herausgegebene Catalogue of scientific papers vermittelt einen Eindruck über seine etwa 60 Zeitschriftenbeiträge.
- On the presence of chlorine in the black oxide of manganese. In: The Quarterly journal of science, literature and art. January to June, 1828. [Band 15], London 1828, S. 154–155 (Digitalisat, Digitalisat).
- On paracyanogen and the paracyanic acid. In: Transactions of the Royal Society of Edinburgh. Band 14, 1839, S. 30–46 (Digitalisat, doi:10.1017/S008045680002144X).
- On the constitution of the resins. In: Philosophical Transactions. Band 129, 1839, S. 119–137 (doi:10.1098/rstl.1839.0010, JSTOR:108167).
  - On the constitution of the resins. Part II. In: Philosophical Transactions. Band 129, 1839, S. 281–292  (doi:10.1098/rstl.1839.0019, JSTOR:108177).
  - On the constitution of the resins. Part III. In: Philosophical Transactions. Band 129, 1839, S. 293–305  (doi:10.1098/rstl.1839.0020, JSTOR:108178).
  - On the constitution of the resins. Part IV. In: Philosophical Transactions. Band 130, 1840, S. 341–360 (doi:10.1098/rstl.1840.0019, JSTOR:108227).
  - On the constitution of the resins. Part V. In: Philosophical Transactions. Band 130, 1840, S. 361–384 (doi:10.1098/rstl.1840.0020, JSTOR:108228).
- The present state of agriculture in its relations to chemistry and geology. In: Journal of the Royal Agricultural Society of England. Band 9, 1848, S. 200–235 (Digitalisat).